# Žak Valenta
Žak Valenta (Umag, 13. prosinca 1966.), hrvatski koreograf, plesač, plesni i kazališni pedagog.

## Životopis
Rođen je 13. prosinca 1966. godine u Umagu.
Studirao je ples, mimu, fizičko kazalište i euritmiju. U dječjoj dobi pohađao je satove baleta u studiju Franje Mavrinca i HNK Ivanka pl Zajca te studio Kazina u Ljubljani. Diplomirao na School of Physical theatre u Londonu, Eurythmeum Academy u Stuttgartu, a usavršavao kroz programe Mime school u Amsterdamu, School for new dance development, Moving Acadamey for Performing arts u Zagrebu, Amsterdamu iBerlinu te putem brojnih radionica i seminara u zemlji i inozemstvu. 
Jadan je od osnivača i umjetnički voditelj kazališne skupine Trafik iz Rijeke za koju i nastupa i koreografira od 1998. godine u sljedećim predstavama: Hodač, Beufortova ljestvica, Europa pleše, Kinopredstava, Pozdrav s Jadrana, Utjelovljenje, Paciffica, 15 minuta Trafika, Crossings, Weltchmertz, Travelogue, Jogging Godard. Kazališna skupina gostovala je na svim važnijim kazališnim festivalima u Hrvatskoj i inozemstvu te je za predstavu Hodač nagrađivana na Marulićevim danima, Feastivalu Malih scena, Salonu mladih. 
Kao izvođač surađivao je i s: HNK Ivana pl. Zajca (Putnici psovači, Smrt Vronskog, Euridice), Karina Holla Company (Hacking hole sin frozen soul), Griff theatre (Metafoe), Postheatre (Skine site), Plesni centar TALA (Muškarci u suknjama, Polygon, Task), Exit teatar (Imago, Žudnja, Kinopredstava), Plesni teatar Ljubljana (Bassa Continua), Companie de Opera Seca (Man nowhere), Avanty displey i Kik Melone, Euritmijski ansambl IONA i dr. 
Koreografirao je i režirao u predstavama : HNK Ivana pl. Zjaca, Rijeka (Leda, Ukroćena goropadica, Njujorški maraton, Mali glas,Liola, Dodaj jedno mjesto za stolom, Opća bolnica, Antigona, Amerika, Homagge Kamovu, 8 žena, Euridice i dr),Rijeka, DK Gavella Zagreb (Zlatno tele, Majstor i Margarita), Kazalište Marina Držića Dubrovnik (Ženidba) HNK Zagreb (Pustolov pred vratima, Dundo Maroje) Kazalište lutaka Rijeka (Moje tijelo, Crvenkapica, Cirkus Klaunovski), Hrvatska kazališna kuća Zadar (Skup), Kazalištu Trešnja (Postolar i vrag) Studiu Intakt Ljubljana (Probijanje tankih zidova), Plesni teatar Ljubljana (Bassa Continua), Prostoru +, Rijeka (Olakšanje, DDR Dobrodošli u Rijeku, Trsatske stube, Arhiv) kao i vlastite produkcije (Vježbanje utopije,Dijagnoza umjetnost, Hermafroditi duše) i drugdje. 
Nastupao je i na TV-u, filmu i videu (Rusko meso, Žene mušketiri, Kafka, Apokalipso).
Kao pedagog podučavao je na Umetničkoj gimnaziji u Ljubljani, AGFRT u Ljubljani, Spiralle Modern dance programu u Beču, School of physical theatre u Londonu, Prostoru + u Rijeci, MAPA Berlin, SKUC Zagreb, Plesni centar TALA Zagreb, Hrvatska kazališna kuća, Zadar, Studio ZARO, Pula, Dramskom kazalištu za djecu i mlade Zaprešić, Školi za primijenjenu umjetnost u Rijeci, PAP Performing arts programu u MSU Zagreb, Akademiji likovne umjetnosti u Rijeci, drugdje.
Dugogodišnji je suradnik Hrvatskog instituta za pokret i ples i inicijator te organizator Tjedna suvermenog plesa u Rijeci.
Pokretao je, suosnivao i umjetnički vodio edukacijski program u scenskim umjetnostima Udruge Prostor Plus iz Rijeke, plesnu skupinu Petja u Rijeci. Jedan je i od začetnik pokretanja Osnovne škole za balet i suvremeni ples Vežica Rijeka i u Labinu. Trenutno pedagoški i umjetnički vodi PAP Performing arts program pri MSU u Zagrebu u sklopu koje i autorsku platformu PAPTijela.
Član je Hrvatske zajednice samostalnih umjetnika, Udruženja profesionalnih plesnih umjetnika Hrvatske i Europske federacije mime.
Sudjelovao je u različitim stručnim tijelima, Upravnom i Nadzorom odboru strukovne udruge UPUH, komisiji za rezidencijalne programe ZPCa u Zagrebu, stručnom žiriju za dodjele nagrada HNK Ivana pl. Zajca i drugdje. 
Za predstavu „Imago” u režiji Nataše Lušetić nagrađen je nagradom Vladimir Nazor za kazališnu umjetnost, Festivalu glumaca i Malim scenama za kolektivnu igru. Na „Naj naj festivalu” 2009. godine nagrađen je za najbolju neverbalnu predstavu za djecu za predstavu  „Moje tijelo” u produkciji Gradskog kazališta lutaka Rijeka. Dva puta je nominirana za Nagradu hrvatskog glumišta u kategoriji najboljeg muškog plesača i najbolje plesne predstave u cjelini. Trenutno živi u Zagrebu i radi kao pedagog i plesni autor širom svijeta. 